# Eduardo Waghorn
Eduardo Waghorn Halaby (* 14. Juni 1966 in Santiago de Chile) ist ein chilenischer Musiker, Komponist, Singer-Songwriter und Anwalt, obwohl er sich auch mit Poesie, künstlerischem Zeichnen und Werbung beschäftigt hat. Er ist Autor von über 500 Liedern. Waghorn definiert seinen Stil selbst als „eine Mischung aus Trova, Pop und Folk“.

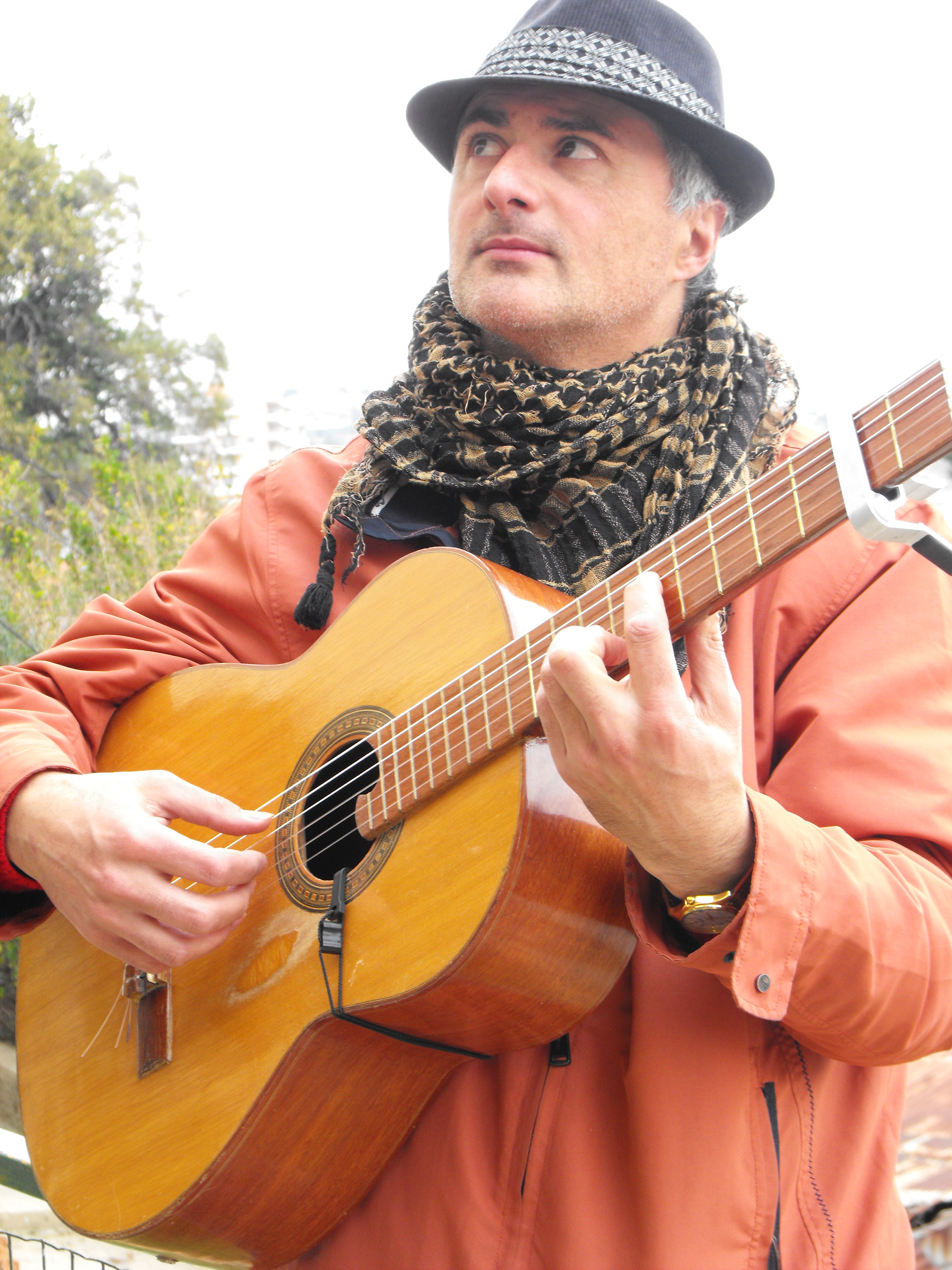
Eduardo Waghorn